# Carlside Tarn
Der Carlside Tarn ist ein See im Lake District, Cumbria, England.
Der Carlside Tarn liegt nördlich des Carl Side und südlich des Skiddaw. Es ist der einzige See, der sich in den Bergen um den Skiddaw befindet. Seine vor dem Wind ungeschützte Lage führt dazu, dass er gelegentlich ganz austrocknet.
Der See hat keinen erkennbaren Zufluss und keinen erkennbaren Abfluss.